# カール・シェーファー
カール・シェーファー（Karl Schäfer、1909年5月17日 - 1976年4月23日）は、オーストリア出身の男性フィギュアスケート選手。1932年レークプラシッドオリンピック、1936年ガルミッシュパルテンキルヘンオリンピック男子シングル金メダリスト。7度の世界フィギュアスケート選手権チャンピオン。

## 経歴
- フィギュアスケート競技会草創期の名選手エドゥアルト・エンゲルマンのリンクの近くで生まれ育つ。子供の頃に才能を認められ、1923年よりエンゲルマンのリンクのアイスショーに出演していた。
- 1928年冬季サンモリッツオリンピックに出場し4位入賞。夏季には水泳選手としてアムステルダムオリンピックの200m平泳ぎに出場。
- 1929年より1936年までヨーロッパフィギュアスケート選手権8連覇。
- 1930年より1936年まで世界フィギュアスケート選手権7連覇。
- 1932年レークプラシッドオリンピックで金メダルを獲得。
- 1936年ガルミッシュパルテンキルヒェンオリンピックで2大会連続の金メダルを獲得。この大会では、オーストリア選手団の旗手も務めた。
- 1936年にスケート選手を引退、渡米しコーチ業に就いたが、1938年に帰国。その後は俳優、実業家として活躍する。
- エドゥアルト・エンゲルマンの末娘と結婚。
- 1944年エドゥアルト・エンゲルマンが死去した。そのすぐあとにエンゲルマンのリンクが空襲の被害にあう。
- 第二次世界大戦終結後、エンゲルマンのリンクを再建。1946年よりそこでコーチ業に就く。1956年に再渡米。1962年に帰国。亡くなるまでエンゲルマンのリンクでコーチ業を行っていた。
- 1974年よりシェーファーの功績を記念し、カールシェーファーメモリアルが開催されている。
- 1976年世界フィギュアスケート殿堂入り。

## 主な戦績
| 大会/年            | 1926-27 | 1927-28 | 1928-29 | 1929-30 | 1930-31 | 1931-32 | 1932-33 | 1933-34 | 1934-35 | 1935-36 |
| ------------------ | ------- | ------- | ------- | ------- | ------- | ------- | ------- | ------- | ------- | ------- |
| オリンピック       |         | 4       |         |         |         | 1       |         |         |         | 1       |
| 世界選手権         | 3       | 2       | 2       | 1       | 1       | 1       | 1       | 1       | 1       | 1       |
| 欧州選手権         | 3       | 2       | 1       | 1       | 1       | 1       | 1       | 1       | 1       | 1       |
| オーストリア選手権 | 2       | 2       | 1       | 1       | 1       | 1       | 1       | 1       | 1       | 1       |